# Бернгард Гофманн
Бернгард Гофманн (нім. Bernhard Hofmann; 22 листопада 1896, Тум — 19 листопада 1982, Крайльсгайм) — німецький офіцер і політик, групенфюрер СА і оберстлейтенант резерву вермахту. Кавалер Лицарського хреста Залізного хреста.

## Біографія
В 1915 році Гофман вступив добровольцем в саксонський піхотний артилерійський полк №19. Учасник Першої світової війни. Влітку 1919 року очолив вюртемберзький добровольчий дивізіон «Гаас». Після звільнення з армії 21 січня 1920 року закінчив навчання в державному технікумі в Ройтлінгені, а потім працював комерційним і промисловим службовцем в Саксонії. В 1924 році вступив в «Сталевий шолом». 1 травня 1930 року вступив в НСДАП (квиток №244 096) і СА. В січні 1934 року став членом міської ради Аннаберга. В 1936 році балотувався в рейхстаг, але не отримав мандата.
29 серпня 1939 року був призваний на службу в піхоту. Учасник Французької кампанії і Німецько-радянської війни.В 1942 році призначений командиром 1-го батальйону 427-го піхотного полку 129-ї піхотної дивізії. 31 травня 1943 року відправлений в резерв фюрера і призначений керівником групи СА «Гохланд» в Мюнхені. 20 червня 1943 року звільнений з армії для служби в СА. З жовтня 1944 року — керівник штабу фольксштурму в гау Мюнхен-Верхня Баварія. 25 квітня 1945 року призначений бойовим комендантом Мюнхена, але вже 28 квітня Альберт Кессельрінг замінив його на Рудольфа Гюбнера.

## Звання
- Лейтенант резерву (14 лютого 1942)
- Манн СА (1 травня 1930)
- Шарфюрер СА (1 травня 1930)
- Трупфюрер СА (10 липня 1931)
- Штурмфюрер СА (1 липня 1932)
- Штурмбанфюрер СА (1 квітня 1933)
- Оберштурмбанфюрер СА (29 жовтня 1933)
- Штандартенфюрер СА (9 листопада 1934)
- Оберлейтенант резерву (1 жовтня 1935)
- Гауптман резерву (1 листопада 1937)
- Оберфюрер СА (9 листопада 1937)
- Бригадефюрер СА (30 січня 1939)
- Майор резерву (1 січня 1942)
- Групенфюрер СА (22 жовтня 1942)
- Оберстлейтенант резерву (1 червня 1943)

## Нагороди
- Залізний хрест 2-го і 1-го класу
- Почесний хрест ветерана війни з мечами
- Почесна пов'язка СА
- Застібка до Залізного хреста 2-го класу (2 липня 1941)
- Залізний хрест 1-го класу (9 жовтня 1941)
- Штурмовий піхотний знак в сріблі
- Німецький хрест в золоті (21 серпня 1942)
- Лицарський хрест Залізного хреста (26 вересня 1942)
- Подяка начальника штабу СА (10 листопада 1942)